# ヨーロッパオオライチョウ

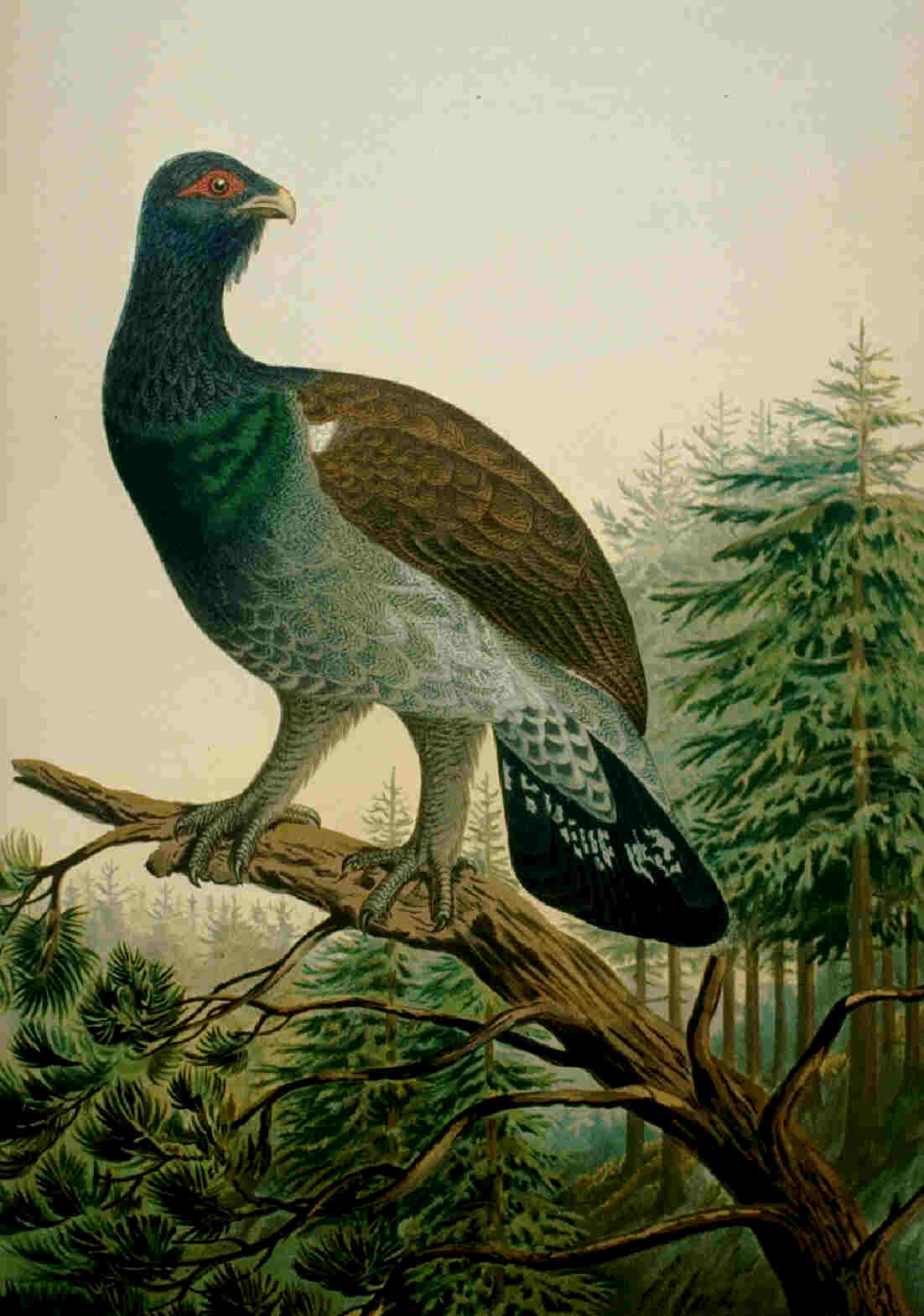
ヨーロッパオオライチョウの絵

ヨーロッパオオライチョウ（欧羅巴大雷鳥、学名：Tetrao urogallus）は、キジ目キジ科に属する鳥。ライチョウの仲間である。

## 分布
ユーラシア大陸西部から中部の内陸部にかけて分布する

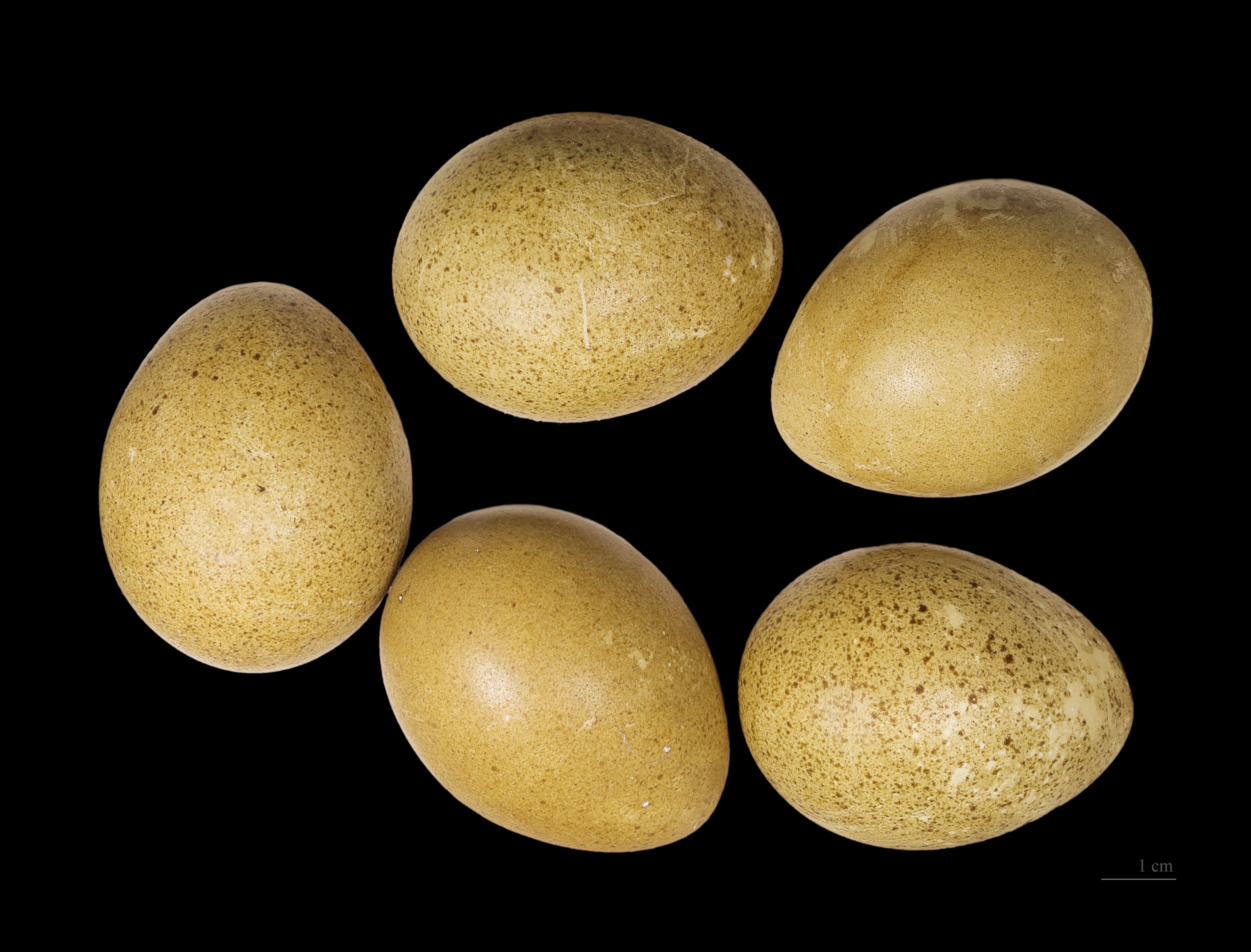
Tetrao urogallus
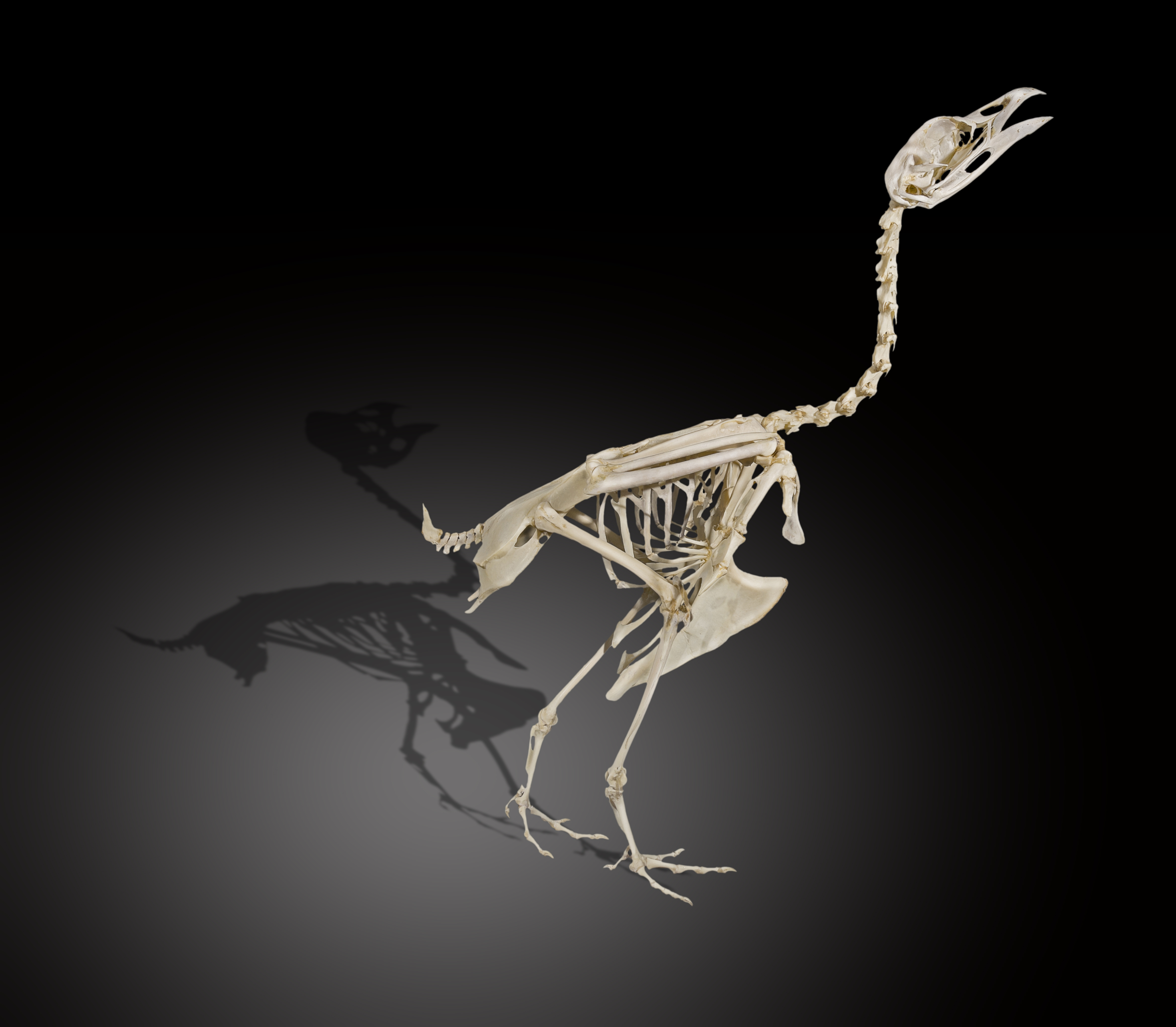
Tetrao urogallus

## 形態と生態
ライチョウの仲間では最大で、体長は雄で74-90cm、雌で54-63cmに達する。
亜寒帯地域の針葉樹林などに生息し、針葉樹の葉や芽、種子、果実などを食べる。
繁殖期は一夫多妻となって、雄は縄張りを持つが、冬季には雄と雌は別々となり、餌の多い地域に移動する。